# نی قلم
نی قلم یا فراگمیتس (نام علمی: Phragmites) نام یک سرده از تیره گندمیان است.

## نگارخانه

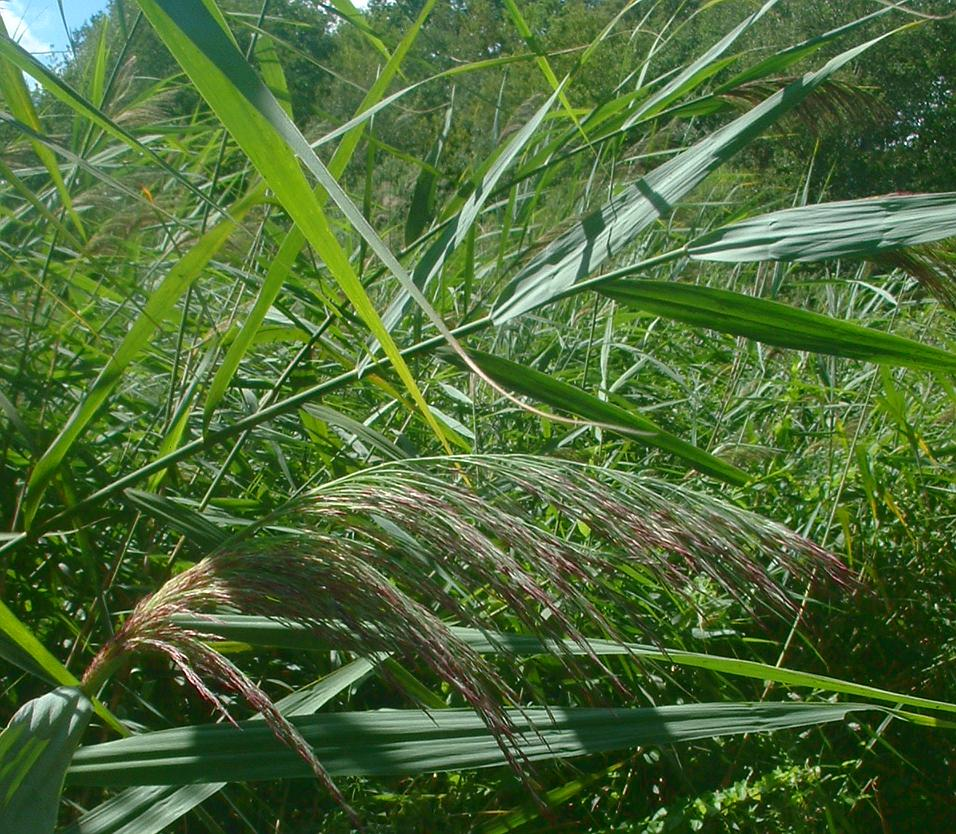
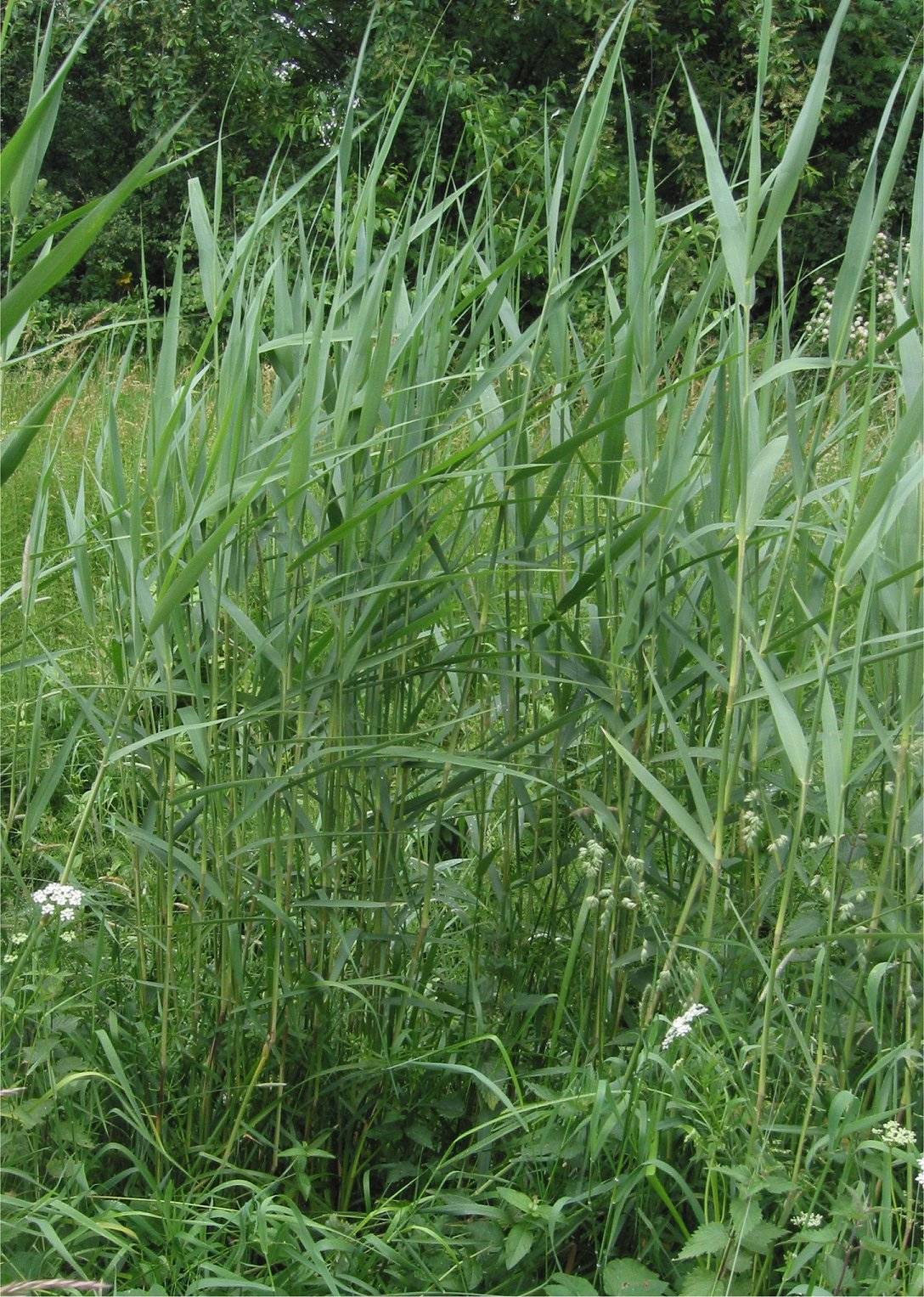
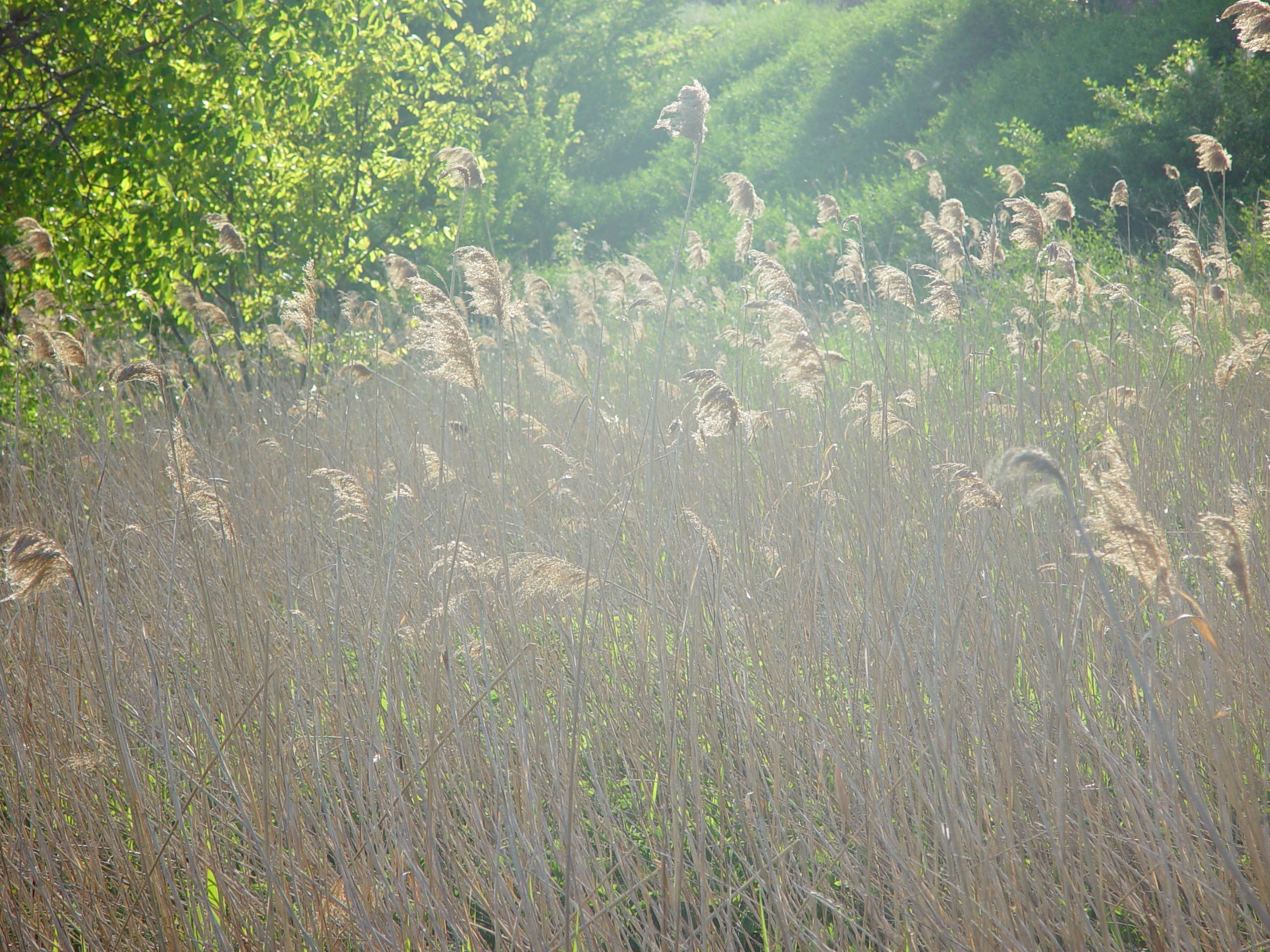
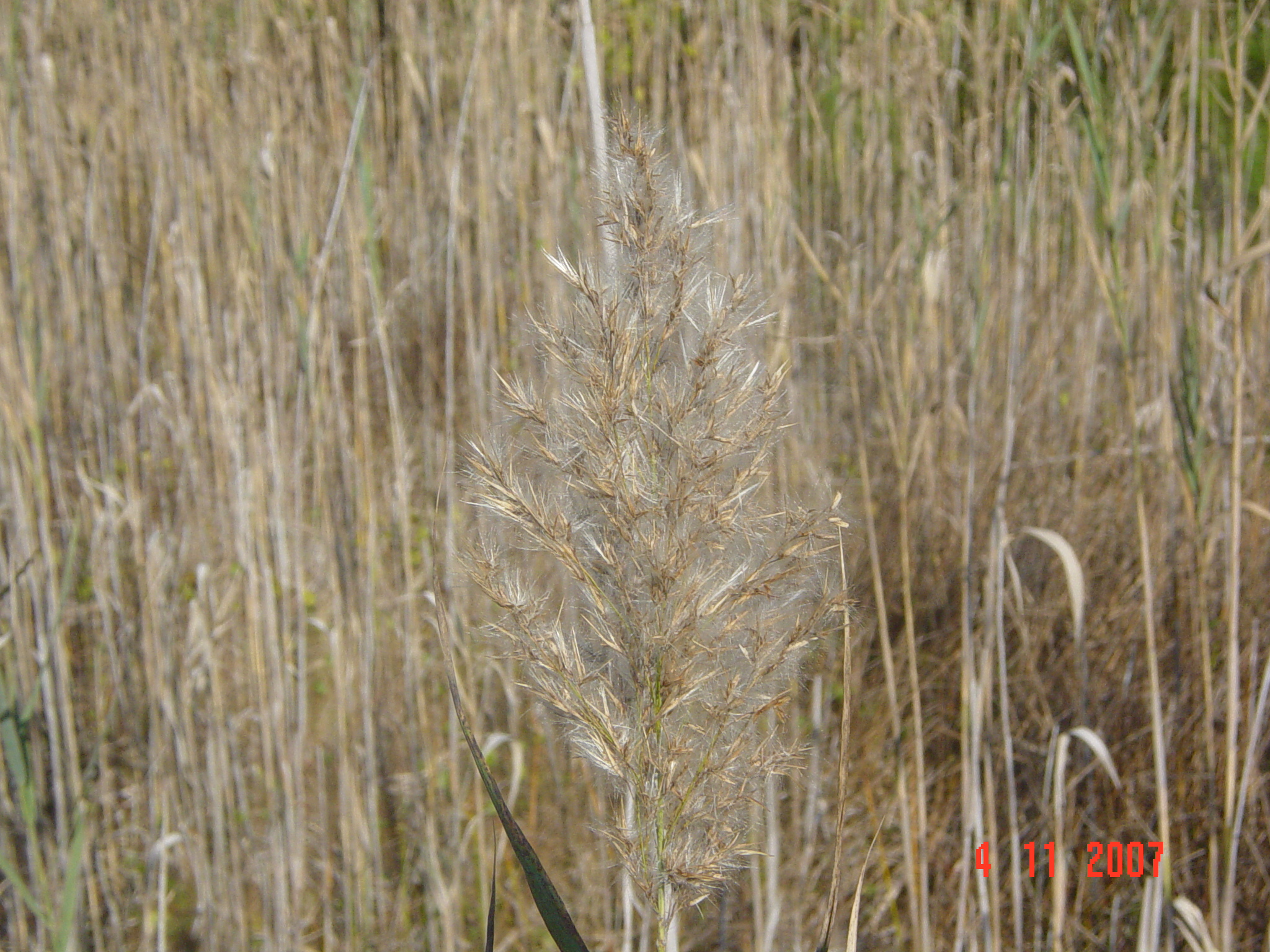
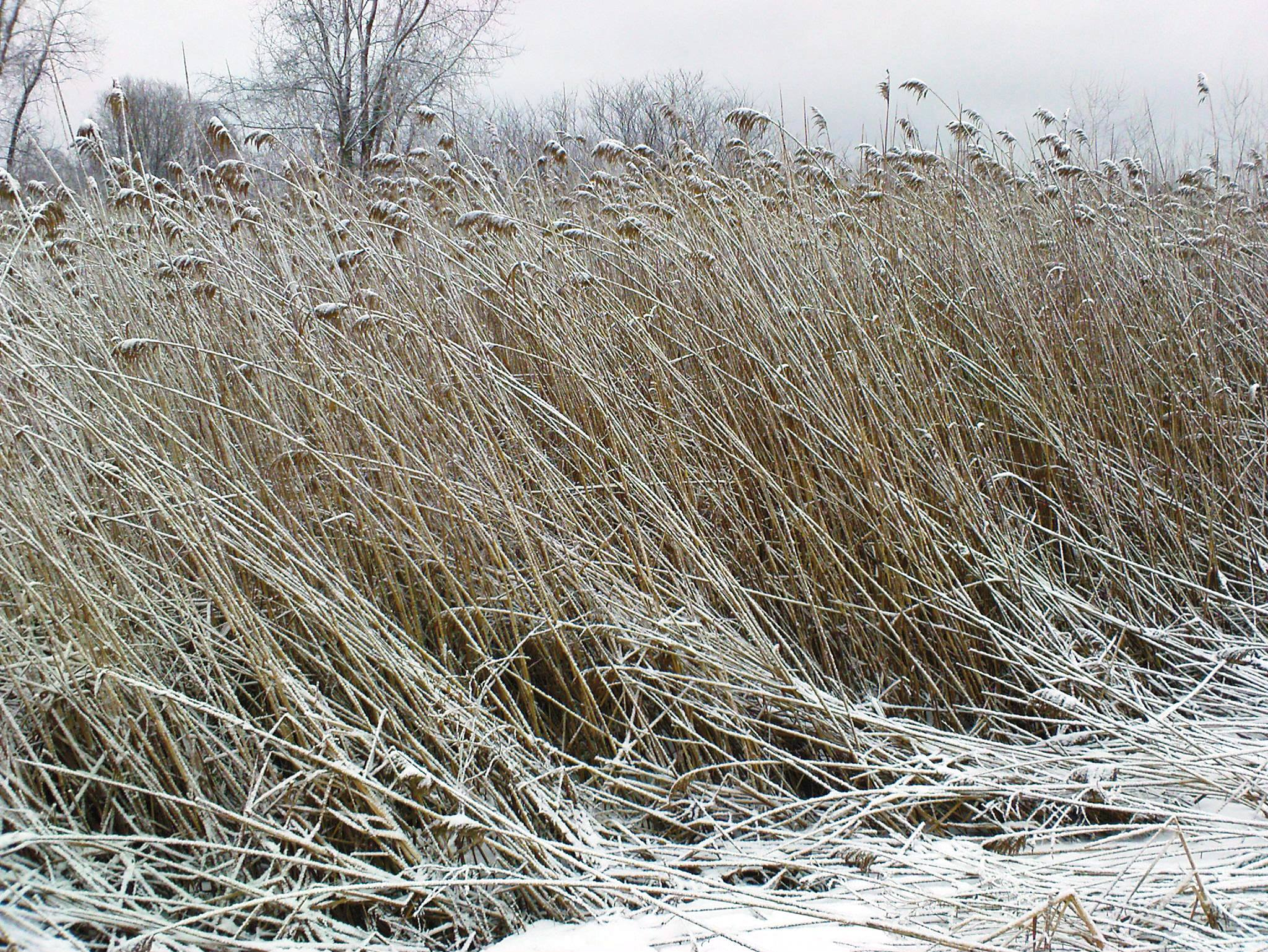
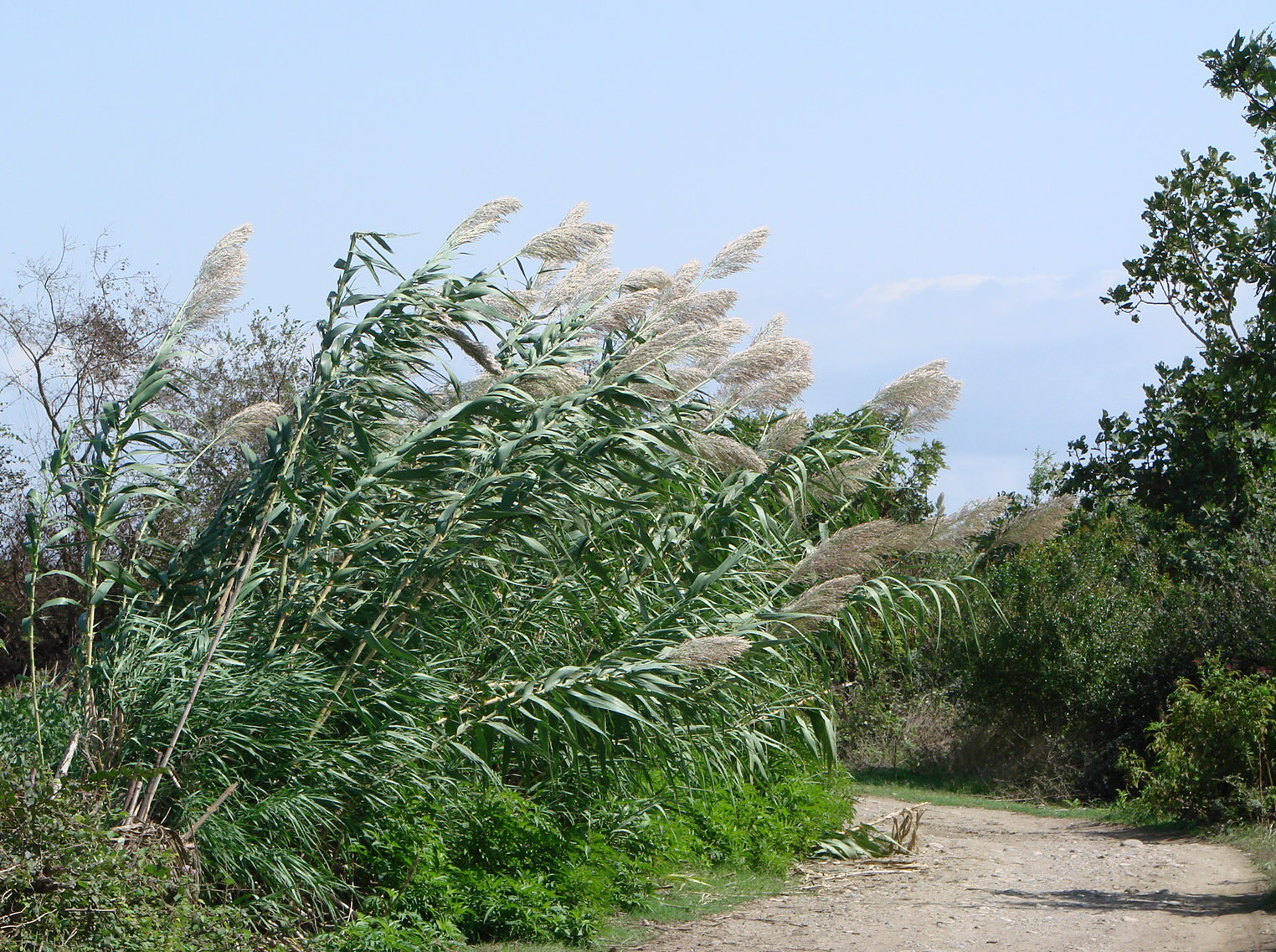
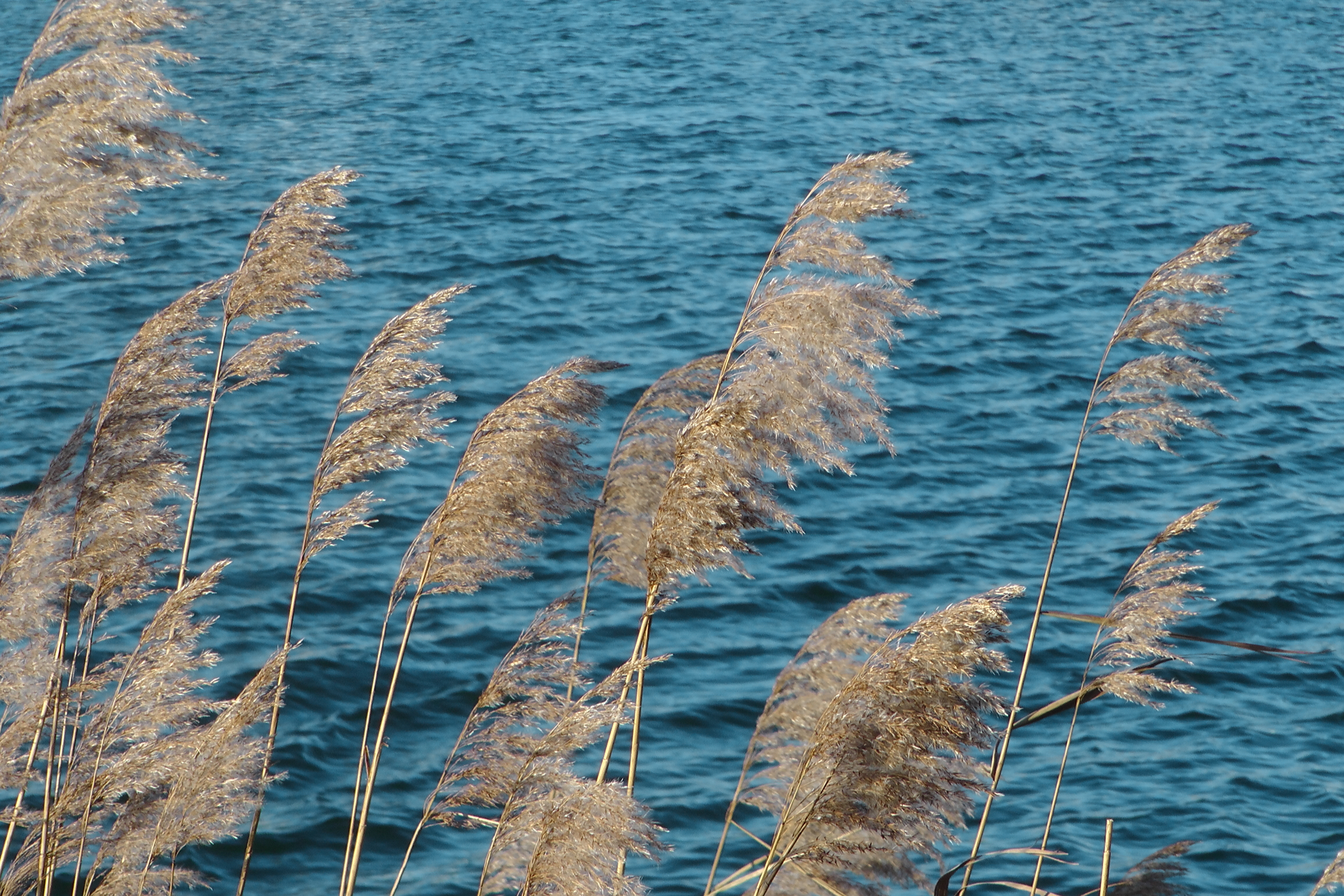